# جون إي. هانكوك
جون إي. هانكوك (بالإنجليزية: John E. Hancock)‏ هو سياسي أمريكي، ولد في 23 مارس 1903، وتوفي في 23 يونيو 1982. حزبياً، نشط في الحزب الجمهوري. وقد انتخب عضو مجلس نواب فيرمونت.